# 南京铁路枢纽
南京铁路枢纽位于江苏省南京市，是2016年《中长期铁路网规划》中的16个中国铁路枢纽之一、华东地区重要的路网性枢纽，起着沟通华东与华北、中南、西南地区物资交流的作用。同时，南京枢纽还是华东第一通道的咽喉，也是中国“八纵八横”高铁网格局中，京沪通道（一纵）和沿江高铁通道（一横）的交汇点。

## 历史

### 背景
早在20世纪30年代，南京地区就形成了沪宁、津浦、宁芜三条干线和南京铁路轮渡构成的“三线一渡”格局；然而，当时的干线在运营上都是自成体系，而且设备也不完善，所以并不是成型的枢纽。
进入50年代后，华东地区稳定了下来，铁路运量也随之迅速增长，而主要的老南京站和浦口站的编解能力和轮渡作业能力已无法应对，这三个最重要的设施反而成为了运力的瓶颈。

### 改造
为提高铁路的运力，铁道部和上海铁路局对南京市内的铁路设施实行了一系列的改扩建措施。
- 过渡工程：从1958年开始进行，包括宁省铁路改线、扩建老南京站和浦口站货场、新建建宁路货场以及改善长江两岸轮渡所的作业区等项目[2]。工程由上海铁路局技术改造指挥部南京指挥所以边设计、边施工的方式进行[2]。全部工程共完成土石方90万立方米，涵管10座，站线49公里，房建3172平方米，总投资1294.8万元[2]。

工程完成后，南京枢纽成为一个以轮渡为中心的小能力枢纽；轮渡每日有3艘轮渡来往长江两岸，两岸的老南京站和浦口站承担主要的列车编解任务，尧化门站承担辅助编解任务。
- 一期工程：包括修筑南京长江大桥南北两岸引线、扩建和平门车站为新南京站、改建林场站和修建尧化门直通场等项目。工程于1966年7月正式开工，在边勘测、边设计、边施工（俗称“三边”）中进行，最后在1968年9月完成，投资总额3689万元[2]。

南京长江大桥通车后，轮渡、老南京站和浦口站将不再位于干线上，而且沪宁和津浦两线的接轨将导致车流量的大幅提高。为解决问题，铁路部门必须做出新的规划。1963年，综合上海铁路局和南京市政府的意见后，铁道部提出了建设南京枢纽的计划。负责勘测的铁道部第四勘测设计院最后决定采用“桥渡并用”方案：旅客列车和直通货物列车在大桥上通过，而有其他业务的货车仍然会前往老南京站和浦口站办理业务或从轮渡过江。
- 二期工程：主要项目包括扩建尧化门编组站、林场站和紫金山站，以及加筑货物线和修建一批通信、信号设施[2]。工程于1969年11月正式开工，依然在“三边”中进行，并1973年5月竣工，总投资4931万元。

至此，维持达5年之久的“桥渡并用”局面宣告结束，轮渡转为战备作用，而所有列车都通过南京长江大桥过江。
- 三期工程：包括新建内燃机务段和车辆段两个项目，总投资1643万元；两个设施在1981年1月投入使用[2]。

- 扩能工程：为提高运输和通过能力，在“七五”期间，南京枢纽又陆续进行了一系列扩能工程建设。扩能工程的主要内容有：修筑南京至南京东第二复线；南京东站、南京站和南京西站设施改造；兴建南京西客车整备所及新建安德门货场等[2]。共铺轨16.14公里，新建及封闭桥涵53座，填、挖土石方245万立方米，总投资5190万元。

至1991年，南京扩能工程已大部竣工，而安德门货场工程因建设资金问题未启动。
2016年，新的《中长期铁路网规划》发布，南京铁路枢纽被列入16个“综合交通枢纽”之一。

### 未来发展

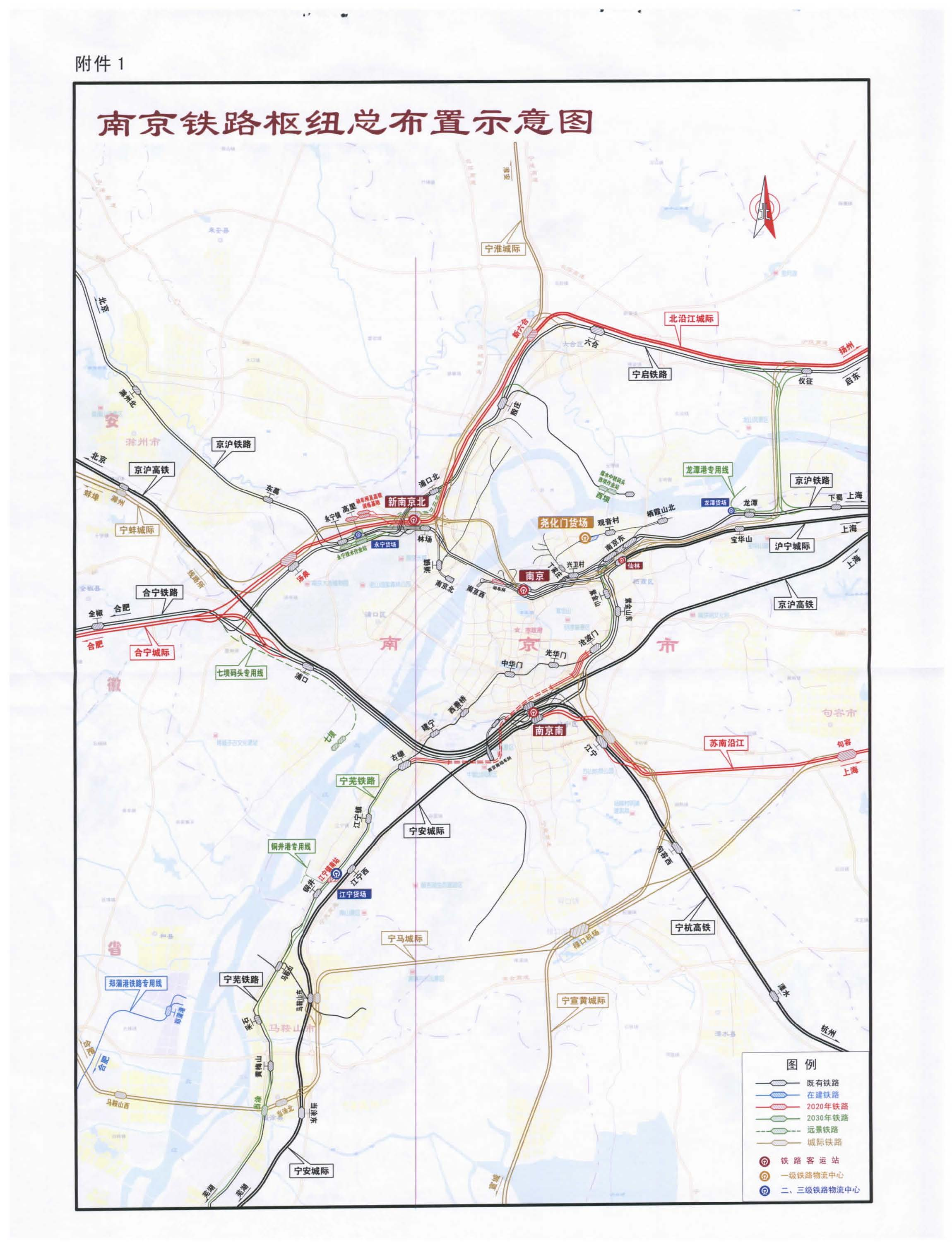
南京铁路枢纽总布置示意图

近年来，随着杭州、合肥枢纽地位迅速提升，南京枢纽在长三角城市群中的功能正在弱化。根据《南京市铁路枢纽总图规划（2016-2030）》，南京铁路枢纽将形成“两环、四跨、十五线、五个重要客站、四个物流节点、一主一辅编组站”的环形放射状格局。
在新南京北站建造的同时，京沪铁路和宁启铁路将改道，使普速列车能停靠新南京北站，沪宁城际铁路也将延长，在上元门附近跨过长江后接入新南京北站，并与宁淮城际铁路、宁蚌城际铁路和沪渝蓉高速铁路相连，使高速列车能来往上述3条高速铁路和位于老城区的南京站:80。

## 枢纽内铁路
枢纽内经过的干线铁路有京沪铁路、宁西铁路、宁启铁路、宁铜铁路、京沪高速铁路和沪汉蓉快速客运通道。南京枢纽也是沪宁杭合“一小时（高速铁路）圈”的一环，能通过高铁和动车快速通达8个设区市，直达或转车至22个省会城市。
2018年10月19日，中国铁路总公司与江苏省人民政府联合批复《南京市铁路枢纽总图规划（2016-2030）》。根据规划，未来的12年内，南京将增加7条高铁、2处铁路过江通道。

### 干线铁路
- 京沪铁路：起自北京站，终到上海站，在南京市内依次经过浦口区、鼓楼区、玄武区和栖霞区，并通过南京长江大桥来往江两岸。
京沪铁路的前身——津浦铁路和沪宁铁路——是南京市最早的两条铁路干线，分别于1912和1908年通车。1933年10月，南京铁路轮渡通航，使列车、旅客和货物能更高效地来往两线[5]。1968年，长江大桥将两线接轨，来往江两岸的列车大幅增加[5]。为缓解南京站-南京东站区间繁忙的车流量，1988年12月，此区间内的第三线投入服务，使南京至南京东区间可增开列车20对[2]。
未来京沪铁路将建成外绕线，使列车（以货车为主）绕行至龙潭附近，在过江至六合区再汇入主线，以减轻对市区的噪音和粉尘污染[1]。

- 宁启铁路：起自南京站，终到启东站，在南京市内依次经过玄武区、浦口区和六合区。该线于2004年4月开通至扬州[6]，2005年7月至南通[6]，2019年1月至启东[7]。2015年12月，宁启铁路完成电气化和双线改造[8]，并于2016年5月开行宁通动车组列车[9]。

- 宁西铁路：起自南京站，终到西安站，在南京市内依次经过玄武区和浦口区。该线于2004年1月开通西安-合肥段，于2008年4月开通合肥-南京段；其中合肥-南京段能运行时速250公里/小时的動車組。此线是中国大陆铁路网中重要的东西向通道之一[10]。

- 宁铜铁路：起自南京站，经过芜湖站，终到铜陵西站，在南京市内依次经过玄武区、栖霞区、秦淮区、雨花台区和江宁区。线路于1935年4月通车至南京五贵里，并通过南京市铁路来往南京市区和沪宁铁路。1936年，连接中华门站和尧化门站的联络线通车，使本线能通过干线与沪宁铁路连接。在南京是中华民国首都时，铁路被称为（南）京芜（湖）铁路。未来，宁铜铁路将在现有线路东南侧，沿着京沪高铁建成新区间，而沧波门-古雄站区间将被拆除，原走向将改建南京地铁8号线[11]。

### 支线铁路
- 宁省铁路：又名南京市铁路，连接今天的南京西站和中华门站，并穿过南京市区。线路最初属于輕便鐵路，是作为沪宁铁路的支线建成和运营的，主要负责南京市内的通勤，在宁芜铁路开通后又成为了沪宁和宁芜两线间的联络线。由于线路影响了城市的发展，而且线路设备年久失修，这段铁路在1958年11月被拆除[2]。在拆除之前，连接尧化门和中华门站的铁路就已经在建设中，并在宁省铁路被拆除后成为了宁芜铁路主线的一部分。

- 南京城北铁路环线：位于栖霞区，负责南京经济技术开发区内各企业的铁路运输。为便利开发区和新生圩港的交通，南京市人民政府投资建设了这条地方铁路。一期工程连接起了开发区各工厂，于1990年底通车；二期工程连接了新生圩港，于1996年9月通车[2]。

- 宁栖铁路：又名尧栖支线，从南京东站到栖霞山北站，为1955年前的正线。目前，这段支线主要办理南京炼油厂和江南水泥厂专用线的货运业务，以及炼油厂职工的通勤业务[12]。

### 高速铁路
2018年发布的规划中提出，经过南京铁路枢纽的高铁将形成“米”字形，并打通枢纽向东北往环渤海方向，以及向南往黄山、福建方向的路径；同时，规划还提出了围绕南京中心的“3个圈”：直通上海、杭州等的“1小时高铁圈”；与省内设区市1.5小时通达的“1.5小时高铁圈”；与北京、南昌、青岛、福州等3-5小时通达的“半日高铁圈”。
以下是正在运营中的高铁线路：

#### 干线
- 京沪高速铁路：于2011年6月30日通车。线路在南京市内依次经过浦口区、建邺区、雨花台区、秦淮区和江宁区。
- 宁合铁路：是沪汉蓉快速客运通道的一部分，于2008年4月18日开始运营。此线曾是宁西铁路的二期工程，后来被划入沿江通道，并在通车后开行动车组列车。目前此线只运营动车组。

#### 城际铁路
- 沪宁城际铁路：于2010年7月1日通车。线路走向紧挨着既有的京沪铁路沪宁段，在南京市内依次经过玄武区和栖霞区。此线的建设拉近了沪宁两城之间的距离，也带动了苏南地区的发展，同时还缓解了苏南日益增长的客运需求。

- 宁安客运专线：于2015年12月6日开始运营。此线的开通促进了安徽腹地与南京的交流。

- 宁杭客运专线：于2013年7月1日开始运营，是长三角城际铁路网的一部分。

规划中线路：
- 沪渝蓉高速铁路：又名沿江高铁。

- 宁淮城际铁路

- 宁扬城际铁路

- 扬马城际铁路

- 宁宣黄铁路

- 宁滁蚌城际铁路

## 主要车站

### 客运站
- 南京站：位于玄武区，于1968年10月1日投入服务[2]。随着南京长江大桥的改造，车站被选为了南京市新的主要客运站，而原来的南京站则更名为南京西站[2]。车站有8个站台，16条轨道，为一等站。目前停靠本站的主要是京沪、宁启和宁西的普速客车，以及沪宁城际铁路的高速列车。

- 南京南站：位于雨花台区，于2011年6月28日投入服务[13]。车站有15个站台、28条股道，为特等站，主要负责接发京沪高铁、沪汉蓉快速客运通道、宁安城际、宁杭城际和沪宁城际的高速列车[14]。

- 仙林站：仙林站是一个位于仙宁铁路上的小站，未来将发展为城东地区的重要车站[1]。

- 新南京北站：新南京北站将在江北新区建立，并接入京沪铁路、宁启铁路、宁淮城际铁路、宁蚌城际铁路和沪渝蓉高速铁路，成为承担高速铁路和普速铁路客运的又一个主要车站[3]:80[4]。

- 禄口交通枢纽：禄口交通枢纽将在南京禄口国际机场附近建立，并接入宁扬、扬马和宁宣黄三条高速铁路，最终将发展为集航空、轨道交通和高速铁路为一体的综合交通枢纽[1]。

### 货运站和编组站
- 南京西站：曾名为下关站、南京站，位于原下关区（今鼓楼区），于1908年投入服务，是南京市内最早的火车站。自开通以来的60年里，本站都是南京市主要的车站，同时负责客运、货运和编组业务，非常繁忙。在新南京站投入使用后，车站成为了辅助客运站，并改为主理货运和客车技术整备业务；2012年起，车站停办客运业务。未来，车站的维修和货运业务将由改造后的南京东站承担，而原站房将成为南京铁路博物馆。
- 南京北站：曾名为浦口站，位于浦口区，于1912年投入使用。该站曾是重要的枢纽车站，同时办理客运、货运和编组业务。在南京东站建成、轮渡停航后，车站便冷清了下来；其中，编组业务交由南京东站办理，客运业务只有部分普通客车，直到2003年客运停办。自一带一路倡议于2013年提出后，南京北站转型以集装箱运输为主的货运车站，并成为中亚、中欧班列的始发站之一[15][16]。
在过渡改造中，该站新建上行到达场和简易驼峰调车场以办理上行过江车编解作业，原有调车线改为下行列车作业线，到发线延长至1050米，以配合津浦复线开通使用，并新铺调车线11股，于1959年四季度交付运营[2]。
- 南京东站：位于栖霞区，为特等站，建立时曾名为尧化门站。该站曾是一个小站，在二期工程中建成了直通场，后又改造为了南京枢纽内的主要编组站，并承接原先南京西站和南京北站的编组业务[2]。
- 江宁镇站：位于江宁区，目前只办理列车会让业务。未来将发展为二级物流基地[1]。
- 龙潭站：位于龙潭街道。作为京沪铁路外绕线计划的一部分，龙潭站将发展为三级物流基地，并成为具备铁路、水路、陆路联运的节点[1]。
- 永宁镇站：位于浦口区，目前只办理会让业务。未来将发展为三级物流基地[1]。

## 配套设施

### 桥梁
- 南京长江大桥：于1968年建成，同年9月30日开通，为公路铁路两用桥。开通后，列车可以在2分钟之内跨过长江，也省去了解编再编组的麻烦。1999年，通过长江大桥的列车有4.5万列，243.4万辆[17]。

- 南京大胜关长江大桥：位于建邺区，为六线铁路桥；其中，沪汉蓉通道的一组复线在2011年1月开通，京沪高速铁路的复线于6月开通，南京地铁S3号线的复线在2017年12月开通[18]。

### 隧道
- 上元门过江通道：一条规划中的跨长江铁路隧道，将成为宁淮铁路和沿江高铁共用的铁路过江通道[1]。预计将位于南京长江大桥和南京地铁3号线过江隧道附近[19]、京沪铁路和中央北路之间[20]。

### 南京铁路轮渡
南京铁路轮渡于1933年10月开通运营。轮船来往于南京西站和南京北站的轮渡所之间，承担着连接津浦和沪宁两线的重任，也曾是南京枢纽的中心，同时也因为轮渡的速度成为了枢纽的瓶颈。1968年南京长江大桥通车后，轮渡的业务量锐减，并在1973年5月停止日常运营。近年来，轮渡原址被开发为了火车主题公园，并入选了中国工业遗产保护名录。

### 车辆维护部门
- 南京东机务段
- 南京机务段
- 浦口机务段
- 南京西客车整备所